# Diego Peláez
Diego Peláez was bisschop van Santiago de Compostella van 1071 tot 1088.
Volgens de Historia Compostellana werd Diego Peláez aangesteld door bemiddeling van de koning Sancho II van Castilië, waarschijnlijk rond 1071. Over zijn afkomst is in de geschiedschrijving niets terug te vinden en er wordt verondersteld dat hij van buiten Galicië kwam.
De bisschopszetel van Santiago is waarschijnlijk ergens in de eerste helft van de tiende eeuw verplaatst van Iria naar Santiago de Compostella. De eerste formele bevestiging hiervan dateert pas van 1095. Vanaf de laatste helft van de tiende eeuw heeft er in Santiago waarschijnlijk een kloostergemeenschap bestaan. Diego Peláez begon tussen 1075 en 1078 met de bouw van de kathedraal van Santiago de Compostella. Mede onder invloed van de bisschop groeit Santiago de Compostella uit tot een belangrijk, internationaal bekend, pelgrimsoord.
In 1085 begon een opstand tegen de toenmalige koning Alfons VI van León, geleid door graaf Rodrigo Ovéquiz. Diego Peláez steunde deze opstand hetgeen hem duur te staan kwam. Alfons VI versloeg de opstandelingen en zette de bisschop gevangen. In 1088 werd hij door de kerkraad van Husillos, in de aanwezigheid van de koning en een afgezant van de paus, gedwongen af te treden. Hij werd verbannen en bracht de rest van zijn leven door aan het hof van koning Peter I van Aragón, een vijand van Alfons VI.
Paus Urbanus II drong er daarna bij Alfons op aan dat Diego Pelàez zijn zetel terug zou krijgen, maar koning Alfons VI verhinderde dit. Tijdens het concilie van León, in 1090, werd Pedro de Cardeña, de toenmalige bisschop van Santiago, uit zijn ambt gezet, maar Diègo Peláez werd ondanks druk van zijn politieke medestanders niet opnieuw aangesteld. Waarschijnlijk heeft de toenmalige aartsbisschop van Toledo, Bernard, vertegenwoordiger van de pauselijke macht in Spanje, een grote rol gehad in dit politieke spel.
Van 1090 tot 1094 bleef de bisschopszetel leeg, en nam Diego Gelmírez als waarnemer de taken op zich. Hij werd opgevolgd door bisschop Dalmatius, die daarvoor deel uitmaakte van de Orde van Cluny. Toen Dalmatius in 1096 stierf reisde Diego Peláez af naar Rome om opnieuw de bisschopszetel van Santiago op te eisen. Er werd echter niets beslist. Opnieuw was het Diego Gelmírez die vier jaar lang als plaatsvervanger de touwtjes in het bisdom in handen hield. 
Toen Urbanus II stierf besliste paus Paschalis II dat Diego Peláez terecht afgezet was en schreef hij verkiezingen voor een nieuwe bisschop van Santiago uit. Diego Gelmírez werd ten slotte tot bisschop verkozen.
- Gemeinsame Normdatei: 130565415
- Virtual International Authority File: 62659051